# Linguamyrmex vladi
Linguamyrmex vladi  — єдиний вид викопного роду Linguamyrmex з триби Haidomyrmecini підродини Sphecomyrminae родини Мурахи. Мешкав в період крейдяний період (98 млн років тому). Названий на честь волоського господаря Влада III Дракули.

## Опис
Загальна довжина сягала 5 мм. Мав порівняно велику голову — 0,9 мм завдовжки. Розмір очей становив 0,38×0,25 мм. Вусики були довгими, складалися зі антен і 10 члеників джгутика. Довжина антени була 0,94 мм. Довжина грудей — 1,77 мм. Мандибули були L-подібними і вигнутими вгору на кшталт коси, мав 2 апікальні зубці і міг рухатися у вертикальній площині. Мандибули були оточені особливими волосками, які допомагали їм закриватися з неймовірною швидкістю. Мав довгий лопатоподібний «ріг» на голові між основами вусиків. Він відходив від наличника і стирчав над головою. На вентральній поверхні наличника була розташована пара тригерних щетинок. Між мандибулами виявлено трубчастий канал. Ноги були довгими.

## Спосіб життя
Волів до тропічних лісів. Був вампіром, живився гемолімфою комах. Проколював тіло жертви. Коли щелепи змикалися, вони утворювали жолобок, через яких висмоктувалася гемолімфа здобичі.

## Розповсюдження
Виявлено у північній М'янмі.